# Белослав (община)
Община Белослав се намира в Североизточна България и е една от съставните общини на Варна.

## География

### Географско положение, граници, големина
Общината се намира в източната част на област Варна. С площта си от 60,079 km2 заема последното 12-о място сред общините на областта, което съставлява 1,57% от територията на областта. Същевременно общината е и една от най-малките в страната, като заема 5-о място отзад напред, като зад нея са община Сопот, община Кричим, община Перущица и община Челопеч. Границите ѝ са следните:
- на север – община Аксаково;
- на изток – община Варна;
- на юг – община Аврен;
- на северозапад – община Девня.

### Релеф, води
Територията на общината се простира от двете страни на Варненското и Белославското езеро. На юг от тях попадат най-северозападните разклонения на Авренското (Момино плато) и тук се намира най-високата ѝ точка от 281 m н.в. Западната ѝ част, землището на село Разделна е заето от широката и плоска долина на най-долното течение на Провадийска река. На север от Варненското езеро, в района на селата Езерово и Страшимирово теренът е също равнинен.
На територията на общината изцяло попада Белославското езеро и западния край на Варненското езеро. В първото, в югозападния му ъгъл се влива Провадийска река, явяваща се най-голямата река в общината. От Авренското плато на север текат малки и къси реки и дерета, които се вливат в Варненското и Белославското езеро.

### Населени места
Общината се състои от 4 населени места. Списък на населените места, подредени по азбучен ред, население и площ на землищата им:
| Населено място | Пребр. на населението през 2021 г. | Площ на землището (в км2) | Забележка (старо име)         | Населено място | Пребр. на населението през 2021 г. | Площ на землището (в км2) | Забележка (старо име)  |
| Белослав       | 6985                               | 38,370                    | Гебедже, Белево, Гебедже Боаз | Разделна       | 431                                | 5,394                     | Байрамлъ, Ново Йовково |
| Езерово        | 1544                               | 9,299                     | Малки Аладън, Алаюддин        | Страшимирово   | 910                                | 7,016                     | Голям Аладън, Алаюддин |

## Административно-териториални промени
- Височайши доклад № 3662/обн. 7 юни 1882 г. – преименува с. Гебедже на с. Белево;
- Указ № 113/обн. 26 февруари 1899 г. – преименува с. Голям Аладън на с. Страшимирово;
- МЗ № 3775/обн. 7 декември 1934 г. – преименува с. Малки Аладън на с. Езерово;
- МЗ № 1314/обн. 27 юни 1940 г. – преименува с. Белево на с. Белослав;
- Указ № 2190/обн. ДВ бр.82/20 октомври 1981 г. – признава с. Белослав за гр. Белослав;
- Указ № 325/обн. ДВ бр.78/19 септември 2000 г. – отделя с. Константиново и землището му от община Белослав и го прехвърля в община Варна.

## Население

### Етнически състав
Численост и дял на етническите групи според преброяването на населението през 2011 г., по населени места (подредени по численост на населението):
| Населено място | Численост | Численост | Численост | Численост | Численост | Численост           | Численост     | Населено място | Дял (в %) | Дял (в %) | Дял (в %) | Дял (в %) | Дял (в %)           | Дял (в %)     |
| Населено място | Общо      | Българи   | Турци     | Цигани    | Други     | Не се самоопределят | Не отговорили | Населено място | Българи   | Турци     | Цигани    | Други     | Не се самоопределят | Не отговорили |
| Общо           | 11 023    | 8727      | 760       | 64        | 255       | 156                 | 1061          | 100.00         | 79.17     | 6.89      | 0.58      | 2.31      | 1.41                | 9.62          |
| -------------- | --------- | --------- | --------- | --------- | --------- | ------------------- | ------------- | -------------- | --------- | --------- | --------- | --------- | ------------------- | ------------- |
| Белослав       | 7813      | 6534      | 111       | 55        | 249       | 138                 | 726           | Белослав       | 83.62     | 1.42      | 0.70      | 3.18      | 1.76                | 9.29          |
| Езерово        | 1771      | 876       | 622       |           |           |                     | 259           | Езерово        | 49.46     | 35.12     |           |           |                     | 14.62         |
| Страшимирово   | 923       | 856       | 23        |           |           |                     | 43            | Страшимирово   | 92.74     | 2.49      |           |           |                     | 4.65          |
| Разделна       | 516       | 461       | 4         |           |           |                     | 33            | Разделна       | 89.34     | 0.77      |           |           |                     | 6.39          |

### Вероизповедания
Численост и дял на населението по вероизповедание според преброяването на населението през 2011 г.:
|                     | Численост | Дял (в %) |
| Общо                | 11 023    | 100,00    |
| Православие         | 7 060     | 64,04     |
| Католицизъм         | 30        | 0,27      |
| Протестантство      | 64        | 0,58      |
| Ислям               | 409       | 3,71      |
| Друго               | 12        | 0,10      |
| Нямат               | 465       | 4,21      |
| Не се самоопределят | 520       | 4,71      |
| Непоказано          | 2 463     | 22,34     |

## Транспорт
През територията на общината, северно от Варненското и Белославското езеро преминава участък от 9 km от трасето на жп линията София – Горна Оряховица – Варна. Между гара Разделна и град Белослав е изградено 4-километрово трасе за обслужване на гара Фериботна на южния бряг на Белославското езеро.
През общината преминават частично 2 пътя от Републиканската пътна мрежа на България с обща дължина 23,550 km:
- участък от 8,550 km от Републикански път III-2008 (от km 8+350 до km 16+900);
- участък от 15,000 km от Републикански път III-9004 (от km 15+000 до km 25+000).

## Топографски карти
- Лист от карта K-35-32. Мащаб: 1 : 100 000.